# Pietro de Saliba
Pietro de Saliba, né vers 1466, mort en 1530,  actif à Messine de 1497 à 1530,  est un peintre italien.

## Biographie
Pietro de Saliba naît vers 1466. Il est le fils d'un beau-frère d'Antonello da Messina.
Avec son frère Antonello de Saliba il devient apprenti dans l'atelier d'Antonello da Messina,  dirigé après la mort du maître par son fils Jacobello. Sa formation est influencée par les œuvres d'Antonello.
Il n'est documenté que deux fois dans l'histoire: à Messine en 1497 et à Gênes en 1501. Il a probablement voyagé à Venise, avec son frère, dans les années 1490.Comme son frère, il a été principalement inspiré par son oncle Antonello, par Giovanni Bellini et Cima da Conegliano.
Des documents et des œuvres signées attestent son activité pendant une quarantaine d'années.
Il meurt en 1530.

## Œuvres
- Vierge à l'Enfant avec un donneur, mis aux enchères par Sotheby's à Florence (1975), destination inconnue.
- Vierge adorant l'Enfant, église S. Maria Formosa, Venise ;
- Vierge adorant l'Enfant, musée civique, Padoue ;
- Jésus-Christ à la Colonne, Szépmüvészeti Múzeummusée,Budapest ;
- Saint Sébastien, (1490), Académie Carrara, Bergame;
- Jésus-Christ à la Colonne, Galerie de l'Académie, Venise;

## Sources
- (de) Cet article est partiellement ou en totalité issu de l’article de Wikipédia en allemand intitulé « Pietro de Saliba » (voir la liste des auteurs).
- (it) Felice Dell'Utri, Cento pittori siciliani del passata, inediti o poco conosciuti, Lussografica-Caltanissetta, 2009.
- (de) Kindlers Malereilexikon, Kindler Verlag AG, Zürich 1964-1971.
- (it) Francesco Abbate, Storia dell'arte nell'Italia meridionale: Il Cinquecento,Donzelli editore, Rome, 2001. (ISBN 88-7989-653-9) Storia dell'arte nell'Italia ... - Google Livres